# 鬼丸神社
鬼丸神社（おにまるじんじゃ）は、鹿児島県日置市日吉町吉利にある神社。

## 概要
大隅国の武将の一人であった禰寝重長（右近大夫）は火縄銃が伝来した後の戦国時代、島津氏や肝付氏に加勢しながら大隅地方で勢力を拡大し、日明貿易を推進したと言われている。鬼丸神社は、重長が1580年（天正8年）に没したのち、その霊を祀るために、息子の重張が建立したものである。
なお、肝属郡南大隅町にある同名の鬼丸神社も、祭神が禰寝右近大輔重長である。慶長年間に制作されたとされる玉眼の重長のカヤの座像が置かれている。

## 例祭日
毎年6月初旬に、日置八幡神社（市指定史跡）と鬼丸神社（市指定史跡）が主体となり、御田植祭の一種である例祭のせっぺとべ（「精一杯跳べ」の意味）が開催される。
日置島津家の第3代島津常久が1595年（文禄4年）に、日置八幡神社を日置の総鎮守と定め9畝の新田を寄附した頃に始まったとされている。